# Cadillac Lyriq
La Cadillac Lyriq est un SUV électrique du constructeur automobile américain Cadillac produit à partir de mars 2022.

## Présentation
Le constructeur a lancé les précommandes de la version Debut Edition sur son site internet le samedi 18 septembre 2021 et les 1 500 exemplaires ont été précommandés en 19 minutes aux États-Unis.
En France, les commandes de la Lyriq débute à partir du 23 mars 2024 dans sa version 528 ch et transmission intégrale.

## Caractéristiques techniques
La Lyriq repose sur la plateforme technique Ultium dédiée aux modèles électriques du groupe General Motors.

### Motorisation
| Logo de Cadillac                          | Cadillac Lyriq                 |
| ----------------------------------------- | ------------------------------ |
| Type de moteur                            | Synchrone à aimants permanents |
| Puissance moteur (ch) [kW]                | 528 [388]                      |
| au régime de (tr/min)                     |                                |
| Couple maximal (N m)                      |                                |
| au régime de (tr/min)                     |                                |
| Transmission                              | Intégrale                      |
| Vitesse maximale (km/h)                   | 210                            |
| 0-100 km/h (s)                            | 5,3                            |
| Masse à vide (kg)                         | 2774                           |
| Batterie                                  |                                |
| Type                                      | Lithium-ion NCMA               |
| Capacité brute (kWh)                      | 102                            |
| Capacité utile (kWh)                      |                                |
| Autonomie (WLTP) (km)                     | 530                            |
| Consommation en cycle mixte (kWh/100 km)  | 22,5                           |
| Consommation en ville (kWh/100 km)        |                                |
| Masse de la batterie (kg)                 |                                |
| Puissance de charge                       |                                |
| en courant alternatif monophasé (AC) (kW) | 7,4                            |
| en courant alternatif triphasé (AC) (kW)  | 22                             |
| en courant continu (DC) (kW)              | 190                            |
| Temps de recharge                         |                                |
| sur une prise Wallbox 3,7 kW (0 à 100 %)  |                                |
| sur une borne 11 kW (0 à 100 %)           |                                |
| sur une borne 190 kW (DC) (10 à 80 %)     |                                |

## Finitions
- Luxury
- Sport

### Série limitée
- Debut Edition[5]
  - Limitée à 2 023 exemplaires.

## Concept cars
La Cadillac Lyriq est préfigurée par le show car très proche de la série, Cadillac Lyriq concept présenté le 8 août 2020, ainsi que le concept car Cadillac EV concept présenté le 14 janvier 2019 au salon international de l'automobile d'Amérique du Nord.